# Marinha Real Italiana
A Marinha Real Italiana foi a marinha militar do Reino de Itália desde a sua criação em 17 de março de 1861 até 2 de julho de 1946. Foi transformada na Marinha Militar Italiana com a proclamação da república italiana.
Quando o Reino da Itália foi oficialmente criado em março de 1861, a antiga marinha do Ducado de Sabóia foi designada Regia Marina e integrou as pequenas forças navais dos outros estados italianos, como a Toscana e os Estados Papais. O batismo de fogo do Regia Marina ocorreu na Batalha de Lissa em 1866, no contexto da unificação da Itália, onde a frota italiana foi derrotada pela frota austríaca.
Após esse desastre, o governo italiano conseguiu reformar o Regia Marina e conseguiu que o encouraçado Caio Duilio fosse lançado ao mar em 1881, seguido no ano seguinte pelo Enrico Dandolo. Em 1896 a marinha italiana iniciou testes de telegrafia sem fio e em 1909 realizou suas primeiras manobras de aviação naval. Durante a Guerra Ítalo-Turca de 1911, a frota italiana dominou as águas do Mediterrâneo e a marinha turca foi derrotada nas duas únicas batalhas navais da disputa.

Entrando na Segunda Guerra Mundial em junho de 1940, o Regia Marina era a quinta maior marinha do mundo, atrás dos Estados Unidos, Reino Unido, Japão e França. No entanto, esse volume de navios não condizia com sua modernidade e, ao contrário, os comandantes navais italianos não dispunham de uma frota adequada para atuar em alto mar ou em operações noturnas. Apesar disso, o aumento do número de unidades da marinha italiana fez com que a Marinha Real Britânica evitasse enfrentar a frota italiana nos primeiros meses de combate, até que a Batalha de Taranto colocou a luta a favor dos britânicos. Quando o armistício foi assinado com os aliados em 1943, a marinha foi utilizada para a resistência contra as tropas alemãs.